# オシロドロスタット
オシロドロスタット（Osilodrostat）は、下垂体手術不可、または術後に症状が残っている成人のクッシング病患者の治療薬である。経口投与する。
オシロドロスタットは、ノバルティス社がクッシング症候群および下垂体ACTH分泌過多症（クッシング症候群の特定のサブタイプ）の治療の為に開発した経口非ステロイド系コルチコステロイド生合成阻害剤である。本剤は、アルドステロン合成酵素（CYP11B2）および11β-水酸化酵素（CYP11B1）を強力かつ選択的に阻害する。
最も一般的な副作用は、副腎不全、頭痛、嘔吐、嘔気、疲労、浮腫（体液の貯留による）である。
また、低コルチゾール症、QTc延長（心拍の乱れ）、副腎皮質ホルモン前駆体（ホルモンに変換される前の不活性物質）やアンドロゲン（男性ホルモン）の上昇が、オシロドロスタットを服用している人に起こる事がある。
オシロドロスタットは、欧州連合では2020年1月に、米国では2020年3月に、日本では2021年3月に医療用として承認された。米国食品医薬品局（FDA）では、ファースト・イン・クラスの医薬品とされている。

## 効能・効果
- クッシング症候群（外科的処置で効果が不十分又は施行が困難な場合）[8]

## 副作用
重大な副作用には、低コルチゾール血症（53.9%）とQT延長（3.6%）が記載されている。
5%以上に発現する副作用は、低カリウム血症、食欲減退、浮動性めまい、頭痛、低血圧、悪心、嘔吐、下痢、男性型多毛症、座瘡、血中コルチコトロピン増加、血中テストステロン増加、疲労、浮腫、倦怠感である。（疲労は30%以上）

## 承認
2014年10月、クッシング症候群の治療薬であるオシロドロスタットは、欧州委員会からオーファン指定を受けた。
オシロドロスタットは、欧州連合では2020年1月に、米国では2020年3月に、日本では2021年3月に医療用として承認された。
成人のクッシング症候群に対するオシロドロスタットの安全性と有効性は、平均年齢41歳の成人被験者137名（約4分の3が女性）を対象とした試験で評価された。被験者の大部分は、下垂体手術を受けたがクッシング病が治癒しなかったか、手術の候補者ではなかった。24週間の単群非盲検試験では、全被験者にオシロドロスタット2mgを1日2回投与して開始し、2週間ごとに1日2回30mgまで増量する事が出来た。この24週間の期間終了時には、約半数の被験者のコルチゾールレベルが正常範囲内に収まっていた。その後、更なる増量を必要とせず、12週間の服用に耐えた71名の被験者は、8週間の二重盲検無作為化休薬試験に入り、オシロドロスタットまたはプラセボ（不活性な治療薬）の何れかを投与された。この休薬期間が終了した時点で、オシロドロスタットを投与された被験者の86％がコルチゾールレベルを正常範囲内に維持したのに対し、プラセボを投与された被験者の内コルチゾールレベルを正常範囲内に維持したのは30％であった。
米国食品医薬品局（FDA）は、137名のクッシング病患者を対象とした1件の臨床試験（NCT02180217）のエビデンスに基づき、オシロドロスタットを承認した。この試験は、19カ国（米国、アルゼンチン、オーストリア、ブルガリア、カナダ、中国、コロンビア、ドイツ、スペイン、フランス、英国、インド、イタリア、日本、韓国、オランダ、ロシア、タイ、トルコ）の66施設で実施された。
オシロドロスタットの効果と副作用を評価した48週間の試験が1件あった。この試験では、下垂体手術が選択肢にない、あるいは効果がないクッシング病の被験者が登録された。試験は4つの期間に分けて行われた。被験者は4つの期間すべてにおいて、1日2回、オシロドロスタットを投与された。最初の2つの期間（24週間）の後、オシロドロスタットの効果は、24時間の尿中遊離コルチゾール濃度が正常範囲内であった被験者の割合で評価された。
第3期（8週間）では、24週間の治療後に尿中の遊離コルチゾール濃度が正常になった被験者の半数がオシロドロスタットの服用を継続し、残りの半数はプラセボに切り替えられた。被験者も医療従事者も、この期間にどちらの治療が行われたかを知らされていない。オシロドロスタットの有効性は、この期間の終わりにコルチゾールレベルが正常になった被験者の割合と、プラセボを投与された被験者の割合との差で評価された。
FDAは、オシロドロスタットを希少疾病用医薬品に指定し、オシロドロスタットの承認をノバルティス社に与えた。

## 参考資料
1. 1 2 3 4 5 6 7 8 9 10 11 12 13  "FDA Approves New Treatment for Adults with Cushing's Disease". U.S. Food and Drug Administration (FDA) (Press release). 6 March 2020. 2020年3月6日閲覧。  この記述には、アメリカ合衆国内でパブリックドメインとなっている記述を含む。
2. 1 2  “Updates on the role of adrenal steroidogenesis inhibitors in Cushing's syndrome: a focus on novel therapies”. Pituitary 19 (6):  643–653. (2016). doi:10.1007/s11102-016-0742-1. PMC 5080363. PMID 27600150.
3. 1 2 3  “Isturisa EPAR”. European Medicines Agency (EMA) (2020年2月18日). 2020年3月6日閲覧。
4. 1 2 3 4 5 6 7 8 9 10 11 12  “Drug Trial Snapshot: Isturisa”. U.S. Food and Drug Administration (FDA) (2020年3月6日). 2020年3月27日閲覧。  この記述には、アメリカ合衆国内でパブリックドメインとなっている記述を含む。
5. 1 2  “Drug Approval Package: Isturisa”. U.S. Food and Drug Administration (FDA) (2020年4月6日). 2021年1月17日閲覧。
6. 1 2  日経メディカル. “クッシング症候群に対する新たな副腎皮質ホルモン合成阻害薬”. 日経メディカル. 2021年8月21日閲覧。
7. ↑  “New Drug Therapy Approvals 2020”. U.S. Food and Drug Administration (FDA) (2020年12月31日). 2021年1月17日閲覧。
8. 1 2 3  “イスツリサ錠1mg／イスツリサ錠5mg 添付文書”. www.info.pmda.go.jp.   PMDA. 2021年8月21日閲覧。
9. ↑  “EU/3/14/1345”. European Medicines Agency (EMA). 2020年7月23日閲覧。

## 関連文献
- “Adrenal androgens and androgen precursors-definition, synthesis, regulation and physiologic actions”. Compr Physiol 4 (4):  1369–81. (October 2014). doi:10.1002/cphy.c140006. ISBN 9780470650714. PMC 4437668. PMID 25428847. NIHMSID: NIHMS689229.